# Палацовий міст
Палацовий міст (рос. Дворцо́вый мост) — розвідний міст через річку Неву (Велику Неву) у Санкт-Петербурзі. Він з'єднує центральну частину міста (Адміралтейський острів) та Васильєвський острів.
Довжина моста складає 250 м (255 м), ширина — 27,7 м. Складається із п'яти прольотів. Розведений центральний двокрилий проліт Палацового мосту є одним із символів міста.
Як і будь-який інший міст на Неві (окрім Великого Обухівського мосту), він розводиться вночі, що фактично унеможливлює автомобільне та пішохідне сполучення між центром міста та Васильєвським островом.

## Розташування
Міст з'єднує Палацовий проїзд, Палацову і Адміралтейську набережні з Біржовою площею та Університетською набережною. Вище за течією знаходиться Троїцький міст, нижче — Благовіщенський.
Найближча станція метро — «Адміралтейська».

## Назва
Назва мосту відома з 1851 року і дана йому за Зимовим палацом, що знаходиться поруч, та Палацовій набережній. У 1911 році міська дума пропонувала дати мосту назву Міст 19 лютого 1861 року, проте це рішення не було затверджене.
Після Жовтневої революції з приходом нової влади у жовтні 1918 року міст було перейменовано на Республіканський. 13 січня 1944 року мостові повернули назву Палацовий.

## Історія

### Плашкоутний міст

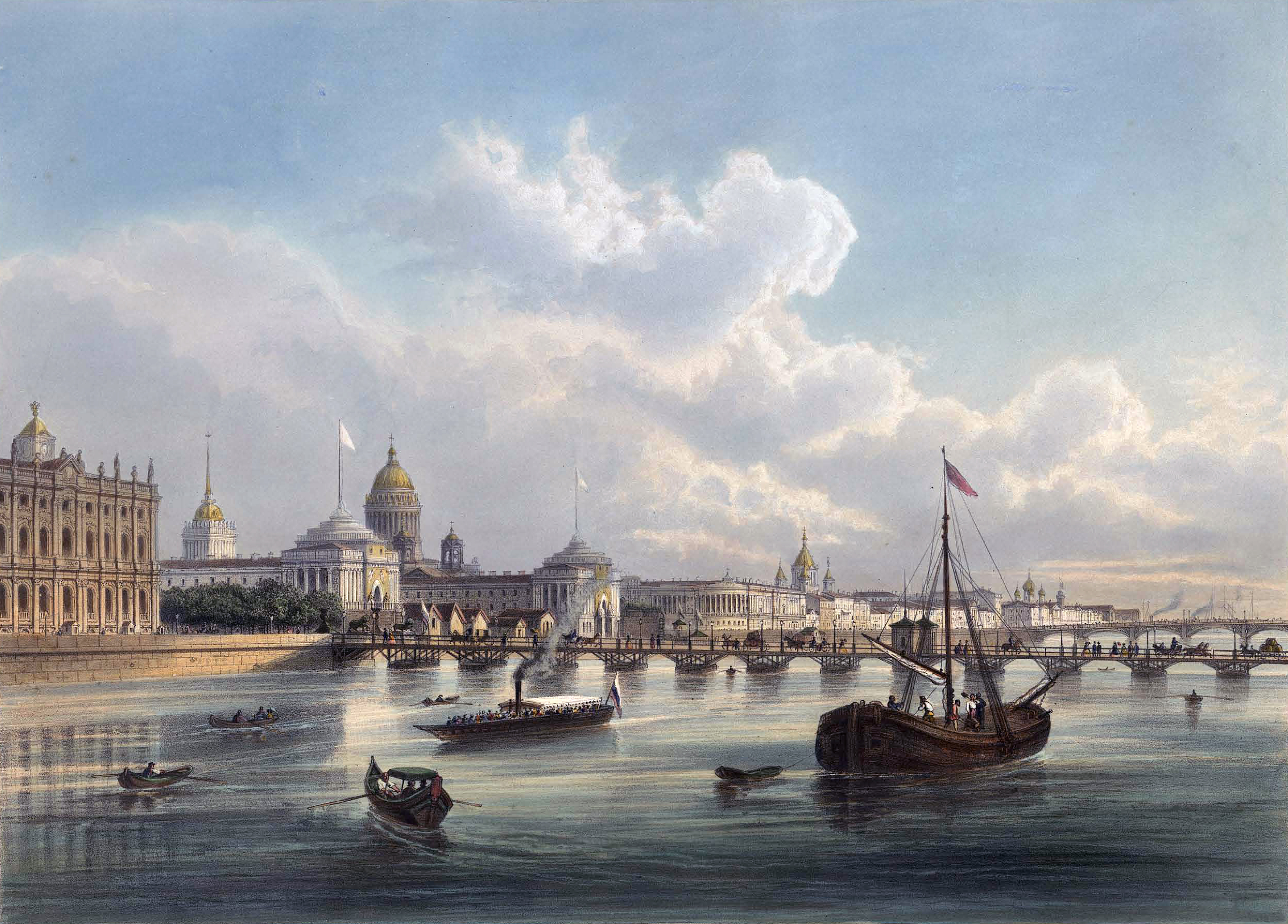
Палацовий міст у XIX столітті

Питання про спорудження плашкоутного мосту через Неву на трасі, що з'єднує Адміралтейський острів з Васильєвським біля Зимового палацу, ймовірно, обговорювалося в уряді ще наприкінці 1820–1830-х рр.
У 1853 році Микола І попри заборону Петра І на спорудження мостів через Неву задовольнив прохання представників купецтва про переміщення Ісаакіївського плашкоутного мосту до Зимового палацу для прямого і постійного зв'язку із Біржею та іншими закладами Торгового порту. Проект встановлення мосту на новій трасі розробив інженер І. К. Герард. До реалізації було прийнято варіант мосту з дерев'яними береговими опорами та такими ж самими перилами. На мості були встановлені чавунні художнього лиття торшери з ліхтарями, що являли собою стержні з розвитими базами на п'єдесталах, увінчані ліхтарями у вигляді зрізаних шестигранних пірамід. Пролітні споруди являли собою підкісні конструкції. До складу нового мосту увійшли 4 плашкоути зі старого Ісаакіївського. На здійснення проєкту було витрачено більше трьох років. Переміщення Ісаакіївського мосту було завершено лише 10 грудня 1856 року. Під час льодоходу та льодоставу міст розводився.
У 1877 році мостом прокладено лінію конки. У 1878 році на мості вперше у Петербурзі у вигляді експерименту було випробовано електричне освітлення. Для цього на Васильєвському острові було встановлено паровий котел та електромагнітну машину, від якої струм по дротах подавався на 8 ліхтарів зі свічками П. М. Яблочкова. Протягом 10 днів міст освітлювався всю ніч. З початком льодоходу ліхтарі було перенесено на Олександринську площу (нині площа Островського).
У 1886 році два середніх суднохідних прольоти були розширені до 11,6 м та підняті до 4,7 м для пропуску барок. У 1890 році було виправлено верхню споруду мосту.
У 1896 році наплавний Палацовий міст був перенесений униз за течією на 53,25 м у те місце, де пізніше був споруджений постійний міст. Переніс був пов'язаний із рішенням створити озеленений майданчик перед західним фасадом Зимового палацу. Роботи з наведення плашкоутного мосту, початі взимку 1896 року, були завершені 23 грудня 1897 року. В урочистій обстановці міст був освячений та відкритий для руху транспортів і пішоходів.
21 квітня 1899 року декілька плашкоутів мосту затонули. Ремонт мосту тривав до 13 травня того ж року:
21 квітня, о 9½ годин ранку, в пазах плашкоутів № 11 и 12 Палацового мосту утворилося протікання, після чого їзда мостом була припинена і почали відкачувати воду із згаданих плашкоутів; втім, незважаючи на прийняті міри, через ¼ години плашкоут № 11 затонув, від чого довелось закрити і пішохідний по мосту рух; для урятування ж інших плашкоутів, що тонули, було викликано пароплави з водовідливними помпами, але всі зусилля виявилися безуспішними: о 1½ год. дня плашкоути № 9, 10, 11, 12, 13 і 14 затонули. Палацовий міст із води був піднятий, і лише 13 травня відновлено по ньому екіпажний та пішохідний рух.
У 1911 році, після початку спорудження постійного мосту, наплавний міст був перенесений до Сенатської площі, де знаходився до 1916 року — поки не згорів від іскри буксиру, що проходив Невою.
|  |  |  |  |

### Постійний міст
У 1882 році громадські організації та численні домовласники звернулися до Міської управи з проханням замінити Палацовий плашкоутний міст на постійний. Винятково відповідальне у містобудівному відношенні положення мосту, складні гідрогеологічні умови мостового переходу та вимоги судоплавства створювали складний комплекс проблем, вирішення яких викликало великі труднощі.
Комісія Товариства громадянських інженерів, якій було доручено відкоригувати розроблені Петербурзькою управою умови конкурсу, зазначала, що «найближчою задачею конкурентів має бути створення витвору мистецтва, достойного обстановки, що оточує його, та значення цього пункту російської столиці, при умові раціональної з усякого погляду конструкції». У квітні 1901 року оголошено конкурс на спорудження одразу двох постійних мостів: Палацового та Большеохтинського. До конкурсної комісії суддів-експертів увійшли провідні інженери-мостовики: М. А. Белелюбський, С. К. Куницький, Г. М. Соловйов, М. М. Митинський, В. Є. Тимонов. Академію мистецтв представляв професор архітектури А. Н. Померанцев.

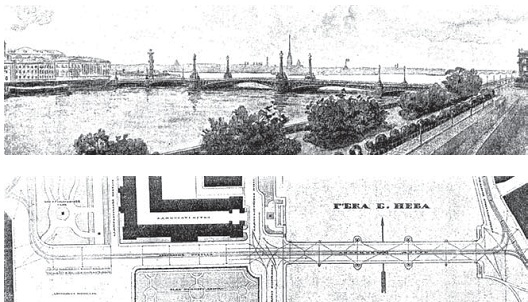
Ескізный проєкт зовнішнього вигляду Палацового мосту. Худ.-арх. Р. Ф. Мельцер

На конкурс надійшло 27 ескізних проєктів Палацового мосту і один позаконкурсний проєкт архітектора О. І. Ковшерова, проте жоден із них не був прийнятий комісією. Конкурс було продовжено до травня 1904 року. Було представлено ще 19 проєктів, але при цьому у нових варіантах були враховані зауваження експертів — відмова від пролітних споруд з їздою понизу та розміщення розвідного прольоту посередині річки. Найбільш вдалим був визнаний проєкт Товариства «Батіньйоль» (за проєктом якого будувався Троїцький міст) — симетричний п'ятипролітний міст з розвідним прольотом, розташованим посередині річки. Бокові прольоти перекривалися фермами консольно-балочного типу з криволінійними обрисами нижніх поясів. Втім, Російсько-японська війна, революція 1905 року та наступні події спричинили перерву в проєктуванні Палацового мосту.
У квітні 1908 року обговорювалося питання про трасу мосту. Для нового мосту пропонувалася траса Ісаакіївського наплавного мосту, проти арки будівлі Адміралтейства; проти витоку Зимової канавки (попередньо помістивши її у підземну трубу) із в'їздом на міст під аркою Ермітажного театру; по осі Мошкова провулка тощо. Втім, реальних результатів це обговорення не дало.
До весни 1908 року комісія експертів розробила нові «технічні умови для створення проєкту постійного Палацового мосту». Істотна відмінність нових «Технічних умов…», затверджених міською думою 24 вересня 1908 року, від програми конкурсу 1901 року полягала передусім у тому, що в них чітко вказувалося розміщення розвідного прольоту у «середній частині річки» і ширина його встановлювалася не менше 42,67 м (в конкурсній програмі 1901 року розміщення розвідної частини не лімітувалося, а ширина вимагалася усього 32 м). По-друге, вимога, щоб міст відповідав «красі будівель, розташованих поблизу», істотно коригувалася тим, що вибір конструктивного рішення обмежувався: «Міст має бути з їздою по верху» (у конкурсній програмі 1901 року вказувалося, що «система мосту представляється на розсуд проєктувальників»).
На конкурс надійшло 9 проєктів, які надали правління товариств Коломенського, Путиловських, Сормовських заводів; архітектор Імператорського двору О. М. Бенуа, у співпраці з архітектором М. М. Перетятковичем (від Санкт-Петербурзького металічного заводу); Товариство «Батіньйоль».
Кращими були визнані проєкт Товариства «Батіньйоль» і проєкт Товариства Коломенських заводів, складений провідним петербурзьким інженером А. П. Пшеницьким. Член комісії експертів, професор Академії мистецтв архітектор О. Н. Померанцев писав про проєкт Пшеницького: «Загальне враження всієї лінії мосту спокійне. Архітектурна обробка устоїв мосту проста, серйозна та хороша».

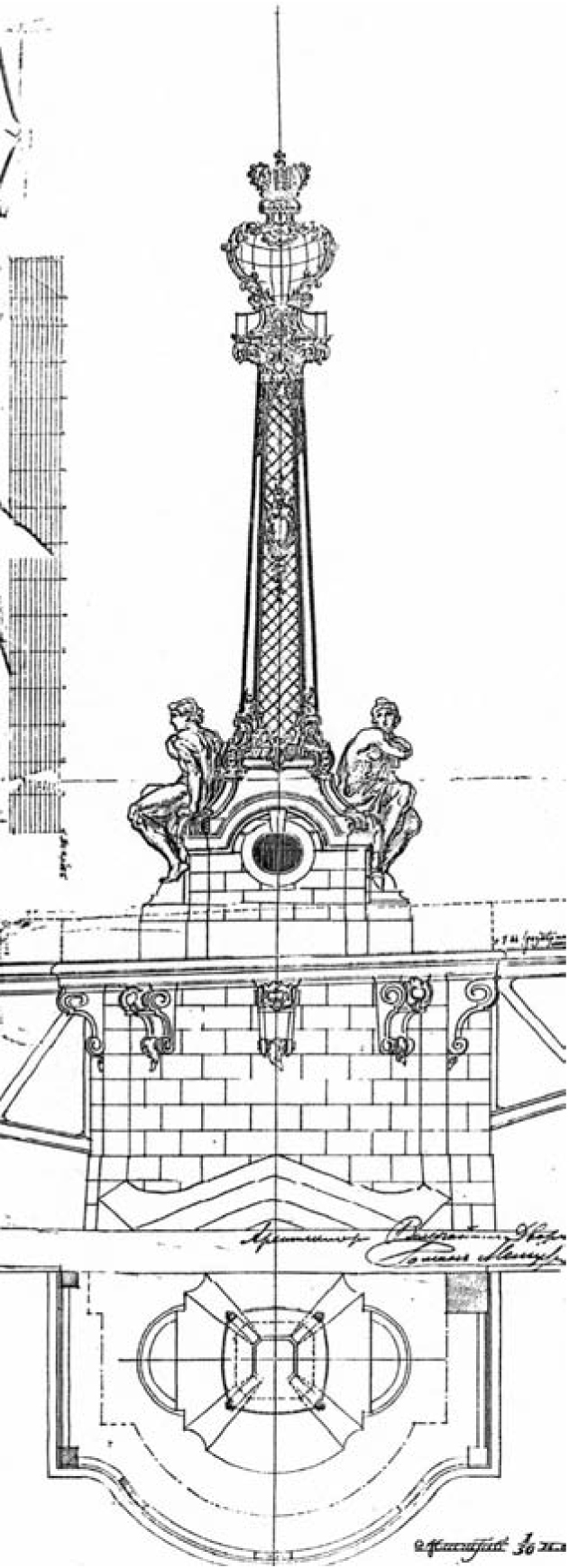
Початковий проєкт ліхтарів-веж для биків розвідного прольоту, 1910 р. Арх. Р. Ф. Мельцер

До спорудження був прийнятий варіант Товариства Коломенських заводів. Архітектурне оформлення за розпорядженням президента Академії мистецтв було доручено архітектору Р. Ф. Мельцеру. Він розробив дуже пишне і помпезне оформлення: поручні складного малюнку з «чеканними двосторонніми прикрасами з товстого листового заліза», декоративні карнизи з «картушами, виконаними із товстого заліза», вісім ліхтарів з викованим із заліза декором тощо. На широких опорах розвідного прольоту мали бути встановлені чотири великі ліхтарі-маяки висотою 14 сажнів, що включали в себе підйомні машини для людей та балкони навколо ліхтарів. Основа ліхтарів прикрашалася складною скульптурою, орнаментами, картушами, імператорськими орлами.

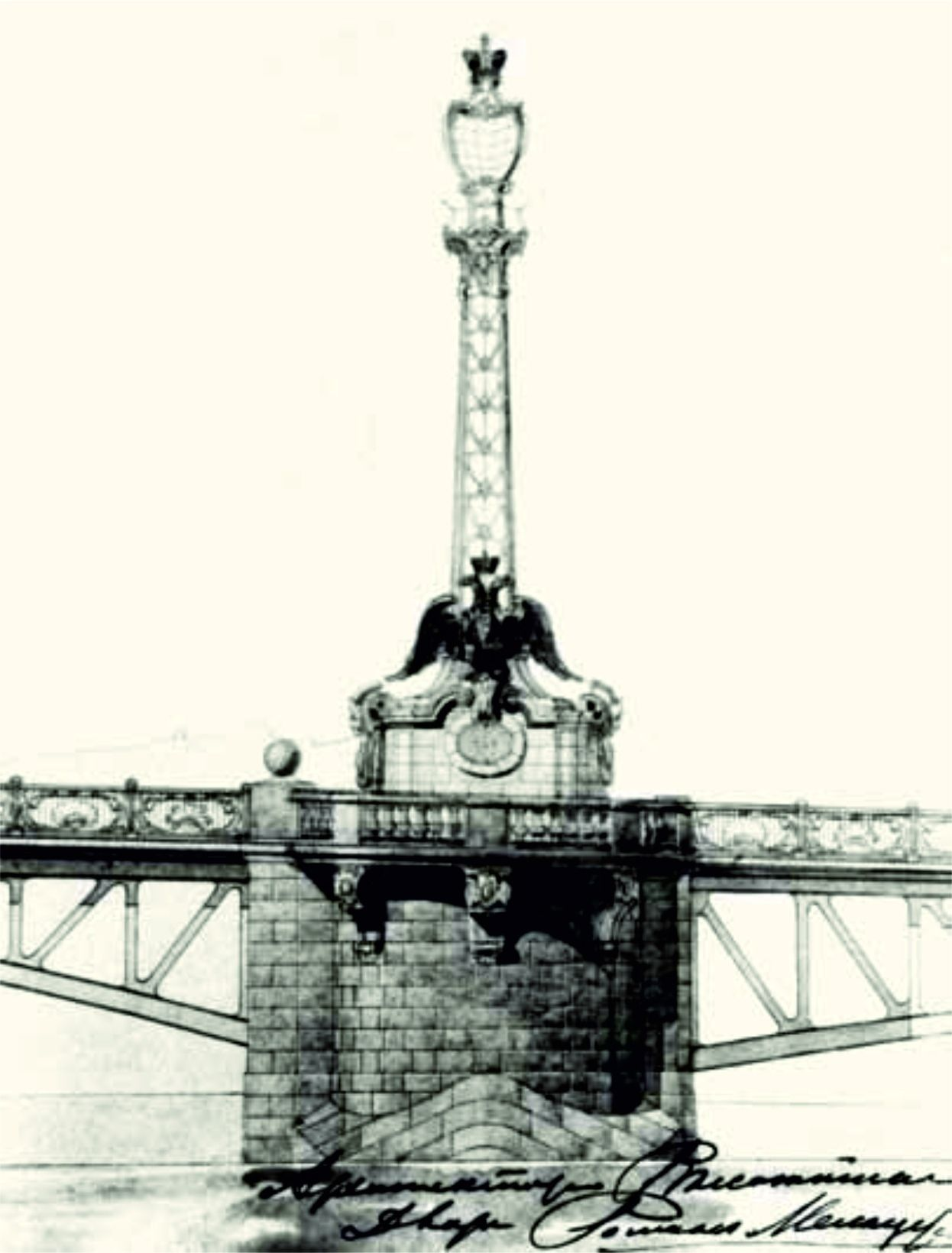
Остаточний проєкт ліхтарів опор розвідного прольоту, 1913 р. Арх. Р. Ф. Мельцер

5 лютого 1911 року було підписано договір з Товариством Коломенських заводів, згідно із яким споруда мосту та її випробування мали бути закінчені до 15 листопада 1913 року. При цьому було обумовлено, що всі роботи мають виконуватися із вітчизняного матеріалу російськими робітниками та інженерами.
Незважаючи на «найвище затвердження» проєкту дискусії з приводу архітектурного оформлення мосту продовжувалися. Експертна комісія відкидала великі ліхтарі-вежі, що пропонувалися для биків розвідного прольоту. Архітектор О. Е. Жибер висловлював побоювання, що задумані вежі, «утворюючи нову архітектурну масу серед вільного до цього часу простору над річкою, який обумовлює спокійно-величний вигляд гранітних набережних у зв'язку з навколишньою архітектурною обстановкою», можуть тим самим шкідливо на неї вплинути. На думку О. І. фон Гогена, такі вежі «через їх незвичайну колосальність, значно вищі за всі навколишні будівлі, не виключаючи і Зимового палацу» виявляться «неспіврозмірно великими та виходячими з масштабів всіх інших частин та навколишніх споруд». Також було зазначено, що ліхтарі (вісім невисоких і чотири «колосальних») створювали вкрай нерівномірне освітлення мосту. Після численних обговорень було узгоджено варіант встановлення на биках розвідного прольоту ліхтарів збільшеного розміру без скульптурного оздоблення. Цей варіант був схвалений Експертною комісією, а згодом 29 грудня 1915 року отримав «найвище затвердження».
Спорудження мосту почалось наприкінці 1911 року. Литі чавунні арки, виготовлені Коломенським заводом, прибували по воді і встановлювалися на місці. Дві ферми були зібрані безпосередньо на встановленому прольоті і змонтовані краном.
Встановленого терміну закінчення побудови мосту (листопад 1913 року) дотриматися було неможливо із ряду причин (пізніший початок робіт, затримка у поставці металу для арок і ускладнення із доставкою готових арок, затягнуте вирішення архітектурних питань). У 1914—1916 роках пристань з левами була переміщена з трасування мосту на вісь східного павільйону Головного адміралтейства. 17 квітня 1914 року під час повені була пошкоджена одна з опор, що споруджувалися. Початок Першої світової війни взагалі загальмував будівництво; лише наприкінці 1916 року була готова уся інженерна конструкція мосту.
У листопаді 1915 року було відкрито пішохідний рух по мосту. У жовтні 1916 року на засіданні Міської думи було вирішено відкрити Палацовий міст для проходу та проїзду у недобудованому вигляді, спорудивши «тимчасові» дерев'яні поручні та встановивши стандартні чавунні стовпи для навішування ліхтарів і дротів для трамвая. Покриття на постійних прольотах — торцева бруківка, а на розвідному прольоті було укладено дерев'яний настил. На мості було встановлено дерев'яну перильну огорожу, верхні частини опор були обшиті деревом, а замість гранітних парапетів на опорах та устоях були встановлені фанерні. 17 грудня 1916 року було проведено випробування мосту на міцність: 34 вантажівки, кожна з яких із вантажем важила більше 600 пудів, одночасно в'їхали на міст, зайнявши усі його прольоти. Міст був відкритий для руху 23 грудня 1916 року. На урочисте відкриття (на відміну від інших побудованих через Неву мостів) прибуло лише 10 відсотків запрошених. Не прийшов навіть міський голова Делянов, доручивши розрізати стрічку своєму заступнику Дьомкіну.
Під час Жовтневої революції міст вважався одним із головних місць, які мали захопити повстанці для того, щоб контролювати місто; він був взятий без бою.
Чавунна огорожа замість дерев'яних поручень з'явилася лише у 1939 році. Ці решітки вилиті скульптором І. В. Крестовським за малюнком архітектора Л. О. Носкова. Передбачені проєктом великі прикрашені орлами ліхтарні стовпи на опорах мосту так і не були встановлені.
У 1932 році на замовлення Ленмостотресту в Інституті пролетарського мистецтва був розроблений проєкт скульптурного оздоблення мосту. Пропонувалось встановити 8 чавунних скульптур та груп висотою не менше 7 м: по краях мосту фігури повсталого робітника та селянина, червоногвардійця і матроса, в центрі мосту — 4 скульптурні групи, що зображують союз робітників та селян: союз народів СРСР, Червону армію та флот.
Міст пройшов капітальний ремонт у 1967 році. У 1976—1978 рр. були проведені роботи з капітального ремонту розвідного прольоту за проєктом інженерів інституту «Ленгіпротрансміст» (В. І. Ботвинник, Т. Д. Іванова) і «Ленгіпроинжпроєкт» (Б. Б. Левін) та архітекторів Ю. І. Синиці і М. В. Винниченка. У ході робіт дерев'яний настил на розвідному прольоті був замінений ортотропною плитою з покриттям із тонкошарового епосланбетону; для полегшення ваги пролітної споруди чавунні решітки на розвідному прольоті були замінені алюмінієвими; залізобетонна огорожа на постійних пролітних спорудах була замінена гранітною, а на розвідному прольоті — металічною; були проведені роботи із заміни застарілого електрообладнання, а також часткова заміна механізмів підклинки; встановлено світильники за типом Літейного мосту.

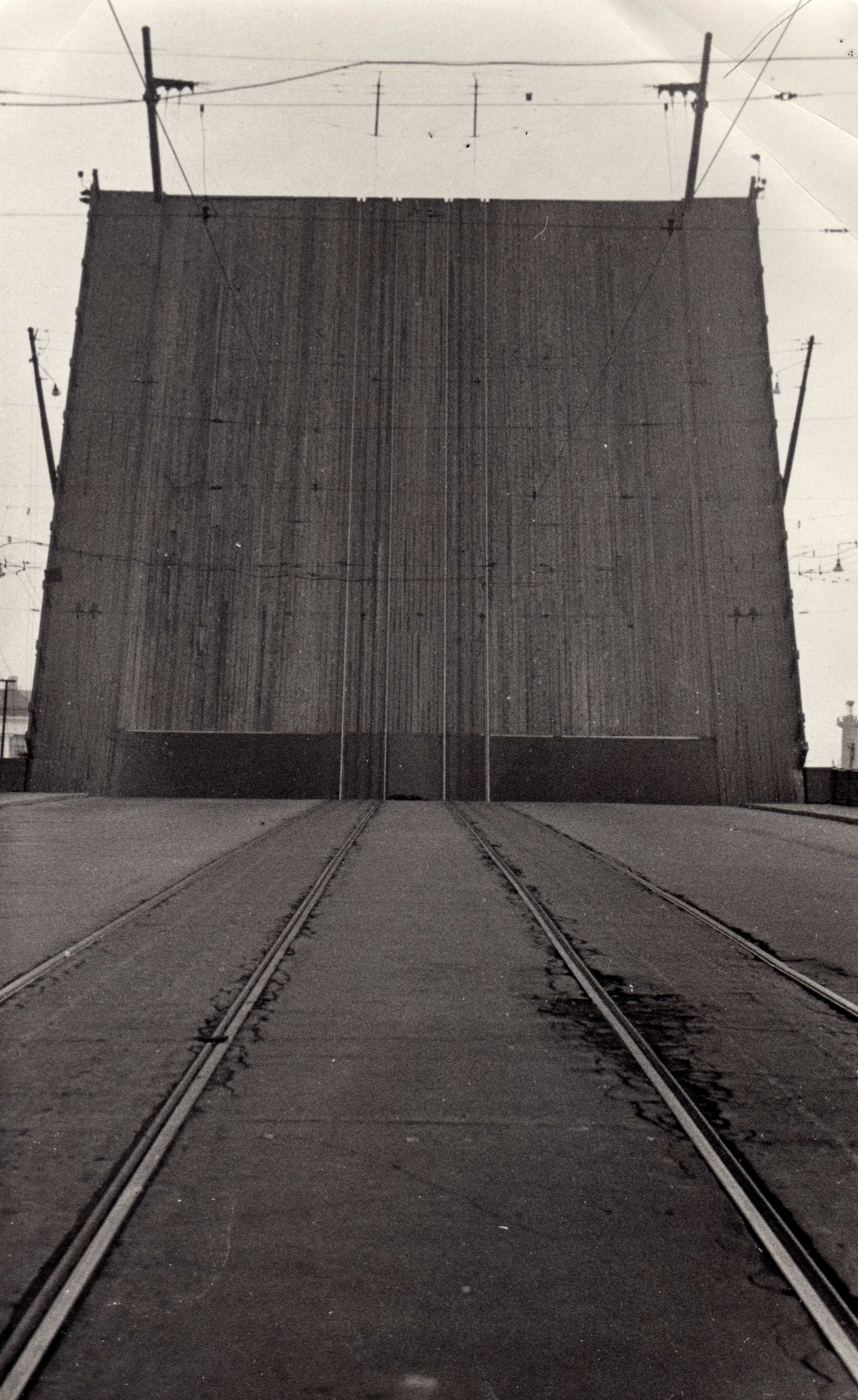
Розведений Палацовий міст з трамвайними коліями (1970-ті рр.)

У 1997 році в ході ремонту покриття проїжджої частини мосту було демонтовано трамвайні колії..
Станом на 2008 рік, за свідченнями Мостотресту, Палацовий міст вичерпав свій ресурс. Втім, його капітальний ремонт відкладено до спорудження нового мосту на Васильєвський острів через Сірчаний острів, яке було заморожене за рішенням нового губернатора.
Таким чином ремонт Палацового мосту був початий 21 жовтня 2012 року, без спорудження тимчасових переправ, що значно ускладнило і без того напружену транспортну ситуацію на Васильєвському острові. 19 жовтня 2013 року міст був урочисто відкритий після реконструкції.

## Конструкція
Міст є п'ятипролітним, металічним, з розвідним прольотом посередині. Постійні прольоти перекриті двохпролітними металічними клепаними наскрізними фермами балочно-нерозрізної системи, з криволінійними поясами. Маса сталевих конструкцій становить 7770 т (у тому числі 2800 т — противаги розвідної частини мосту).
Довжина мосту становить 250 м (255,05 м), ширина мосту між перилами — 27,73 м, з них ширина проїжджої частини — 22,0 м (3 смуги для руху транспорту в кожному напрямку) і два тротуари по 2,85 м. Схема розбивки на прольоти: (38,63 + 47,12) + (9,20 + 58,60 + 9,20) + (47,12 + 38,63) м. Судоходний габарит 22,0 × 6,3 (30,00) м.
Стаціонарні пролітні споруди — двопролітні металічні клепані наскрізні ферми балочно-нерозрізної системи — 38,63 + 47,12 м. У поперечному перерізу проліт складається із восьми головних ферм розкісної системи із криволінійним нижнім поясом. Переріз поясів коробчатий, розкосів та стійок — двотаврове. Відстань між головними фермами — 3,6 м. Усі ферми попарно з'єднані поперечними балками та вітровими зв'язками. Проїжджа частина та тротуари виконані у вигляді металічного настилу (лоткове залізо), прикріпленого до верхніх поясів ферм та поперечних балок, поверх яких укладено шар бетону і покриття проїжджої частини.

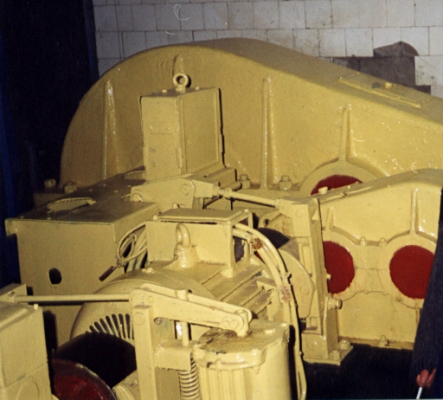
Один з моторів, що розводять міст

Розвідний проліт двокрилий, системи, що розкривається, із шарнірно прикріпленою противагою та нерухомою віссю обертання, з електромеханічним приводом та отвором в світу 56,6 м. У наведеному положенні пролітна споруда працює за схемою тришарнірної арки. Кожне крило розвідного прольоту урівноважене системою противаг, підвішених до його нижньої частини на шарнірах за системою Штрауса. При розведенні мосту противаги опускаються у криниці опор, що розташовані на глибині до 6,0 м нижче ординару води в Неві. У поперечному перерізі проліт складається із восьми головних ферм розкісної системи з низходящими розкосами та криволінійним нижнім поясом. Переріз елементів Н-подібний та коробчастий. У межах довжини крила головні балки сполучені між собою поздовжними та поперечними зв'язками. Маса крила — 700 т, маса противаг — 1400 т.
Фундаменти лівобережного устою і всіх проміжних опор споруджені на кесонах, опущених на глибину 23,5—25,89 м від ординару і заповнених камер-бетоном. Тіло опор вище обрізу кесонів — бетонна і залізобетонна кладка з гранітним облицюванням чистого тесання. Правобережний устій на дерев'яній палевій основі. Тіло опори вище образу ростверка — бутова кладка з гранітним облицюванням чистого тесання. На окрилках правобережного устою з верхової та низової сторін розташовані спуски до води з майданчиками, облицьованими гранітом.
Огорожа на стаціонарних прольотах — гранітна і має висоту 450 мм, на розвідному прольоті — металічна, заввишки 400 мм. Покриття дороги і тротуарів на пролітних спорудах — дрібнозернистий асфальтобетон. На прольотах мосту встановлено чавунну перильну огорожу індивідуального художнього лиття. На опорах та устоях перильна огорожа завершується гранітними парапетами. Для освітлення та контактної мережі на мості встановлено 16 опор з архітектурним декором та 4 опори контактної мережі на розвідному прольоті.
Розкритий розвідний проліт уможливлює рух великих суден. У арках стаціонарних прольотів мосту можуть проходити маленькі (також туристичні) судна.
Двигун, що розводить крила мосту, складається із двигунів, шестерень (декілька з яких є оригінальними) і противаг. Механізм працює справно, проте інколи трапляються невеликі перебої. У жовтні 2002 року відломився зубець однієї з шестерень; розведення мосту зупинилося у середині процесу, через що рух суден був затриманий.

## Галерея

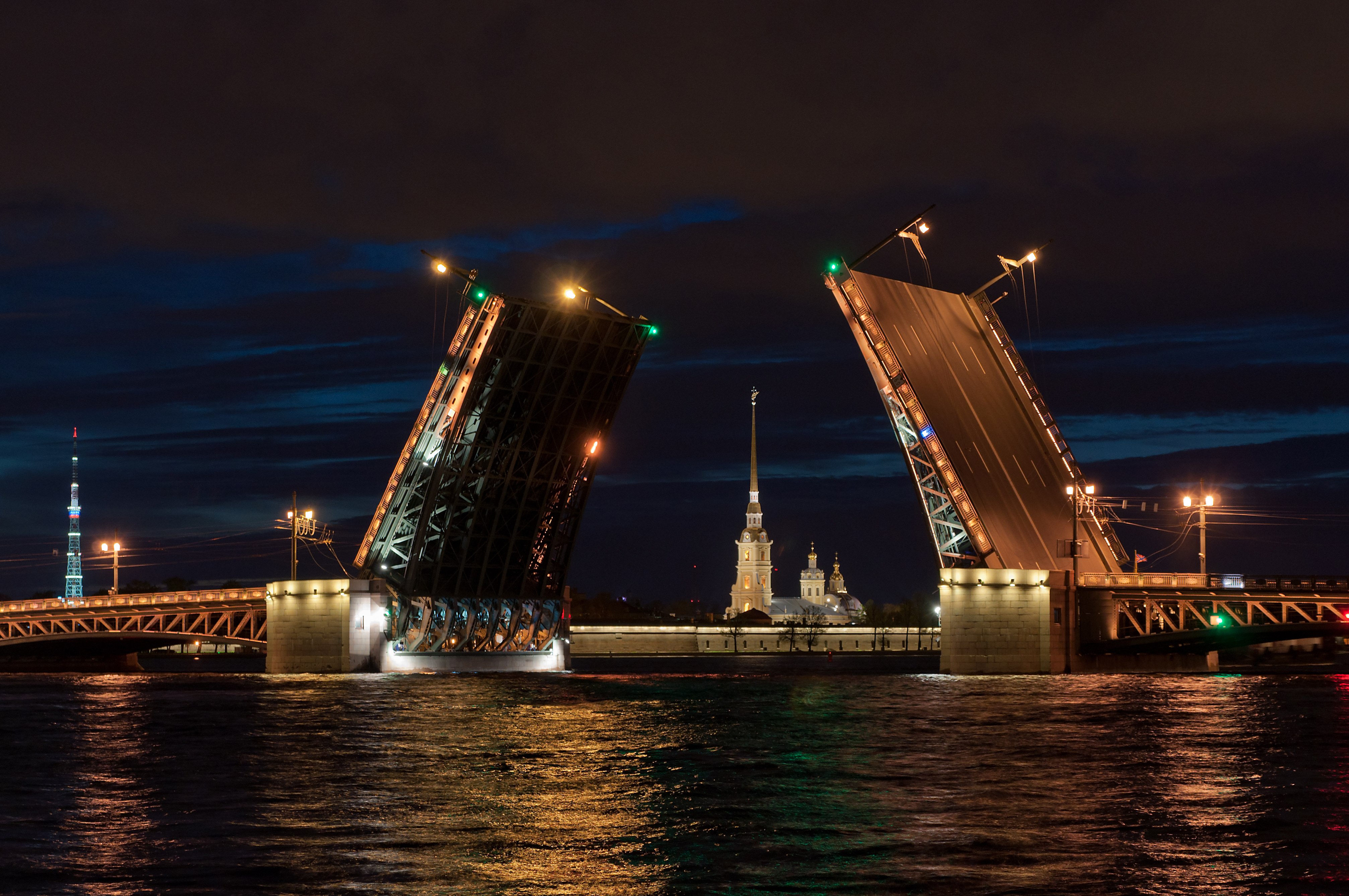
Палацовий міст після реконструкції (2015 рік)
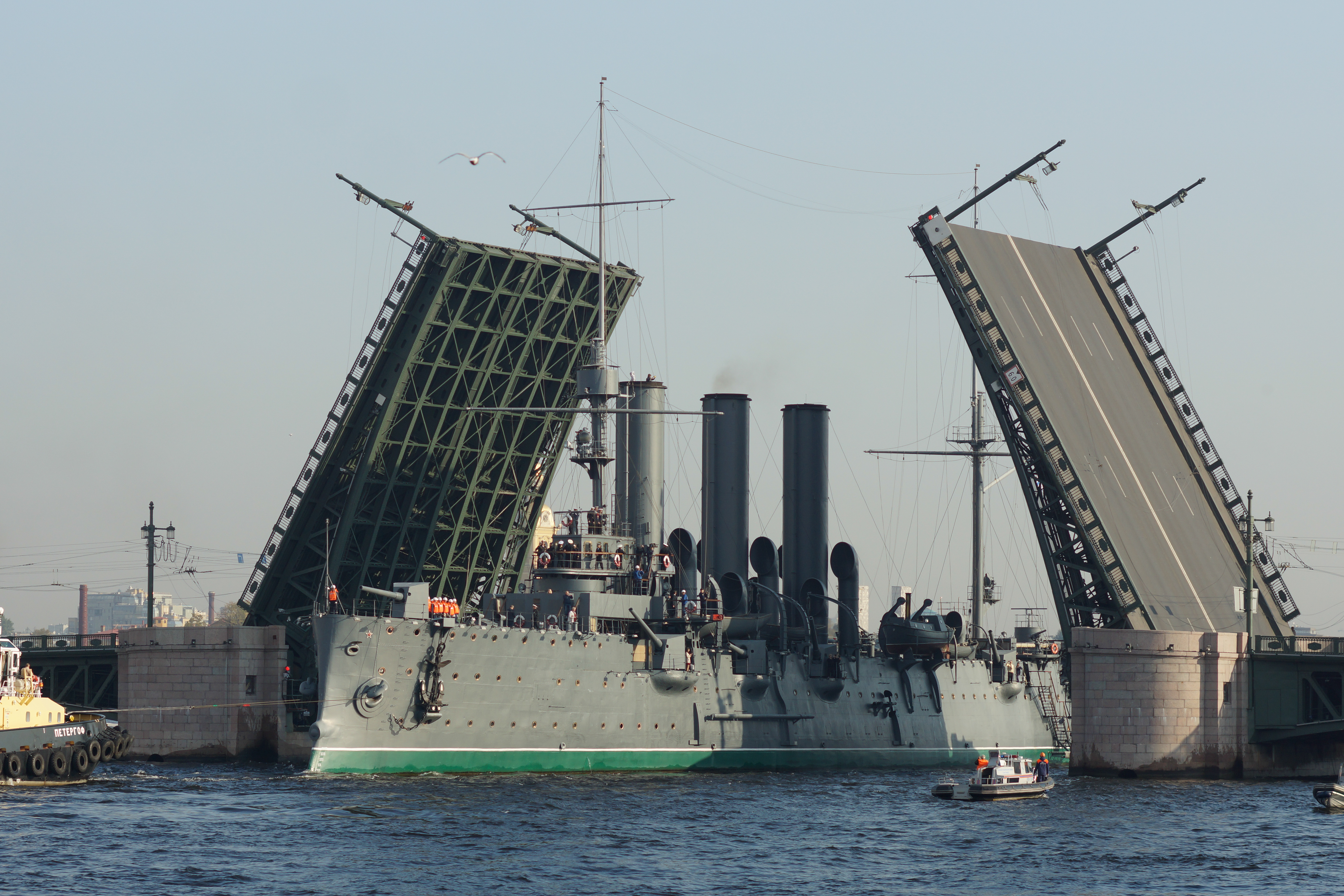
Крейсер «Аврора» проходить під розведеним Палацовим мостом
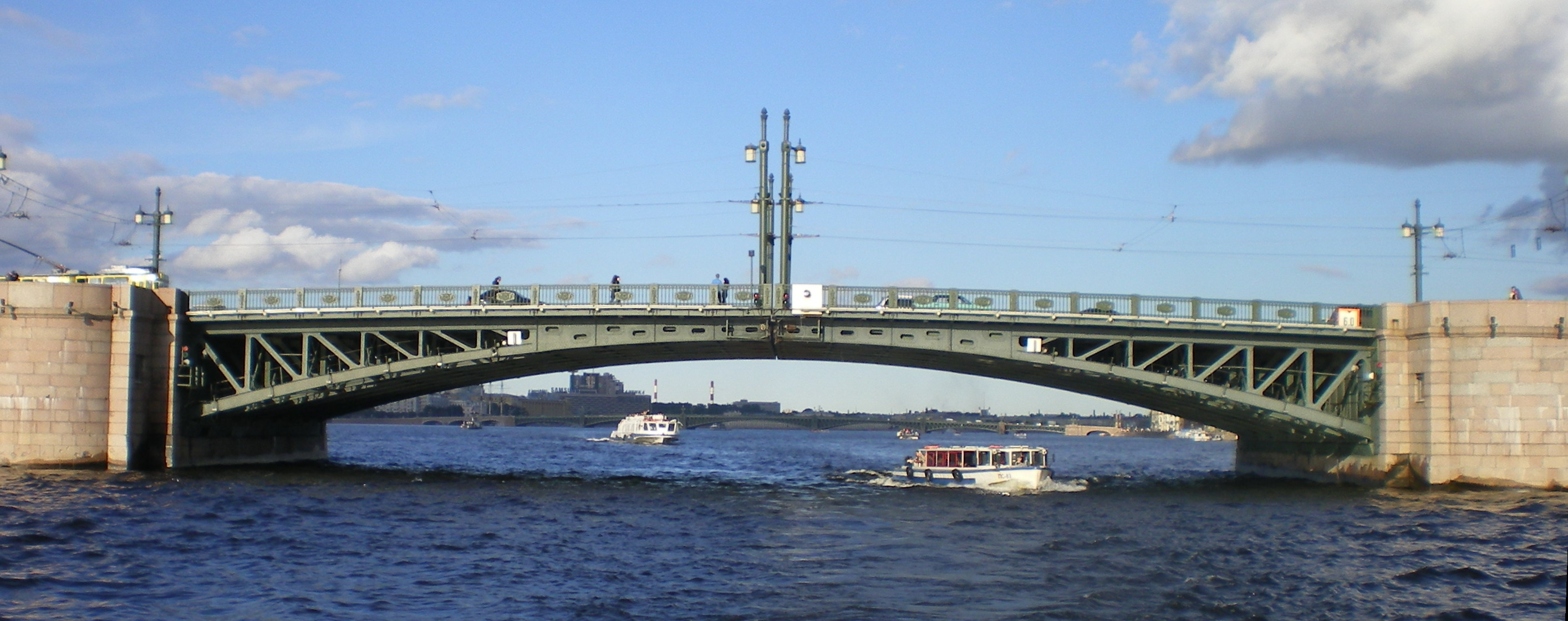
Розвідний проліт
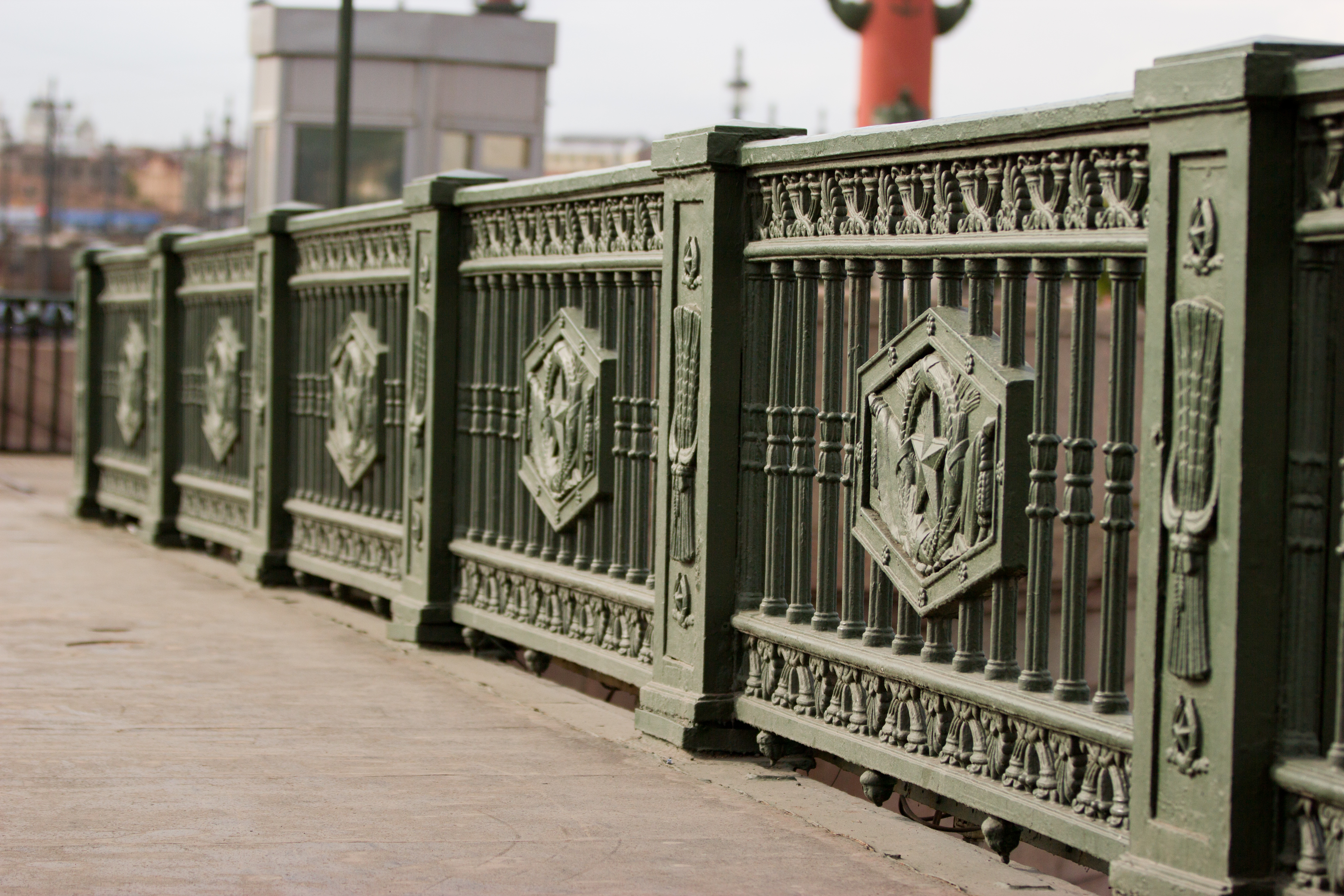
Перильна огорожа
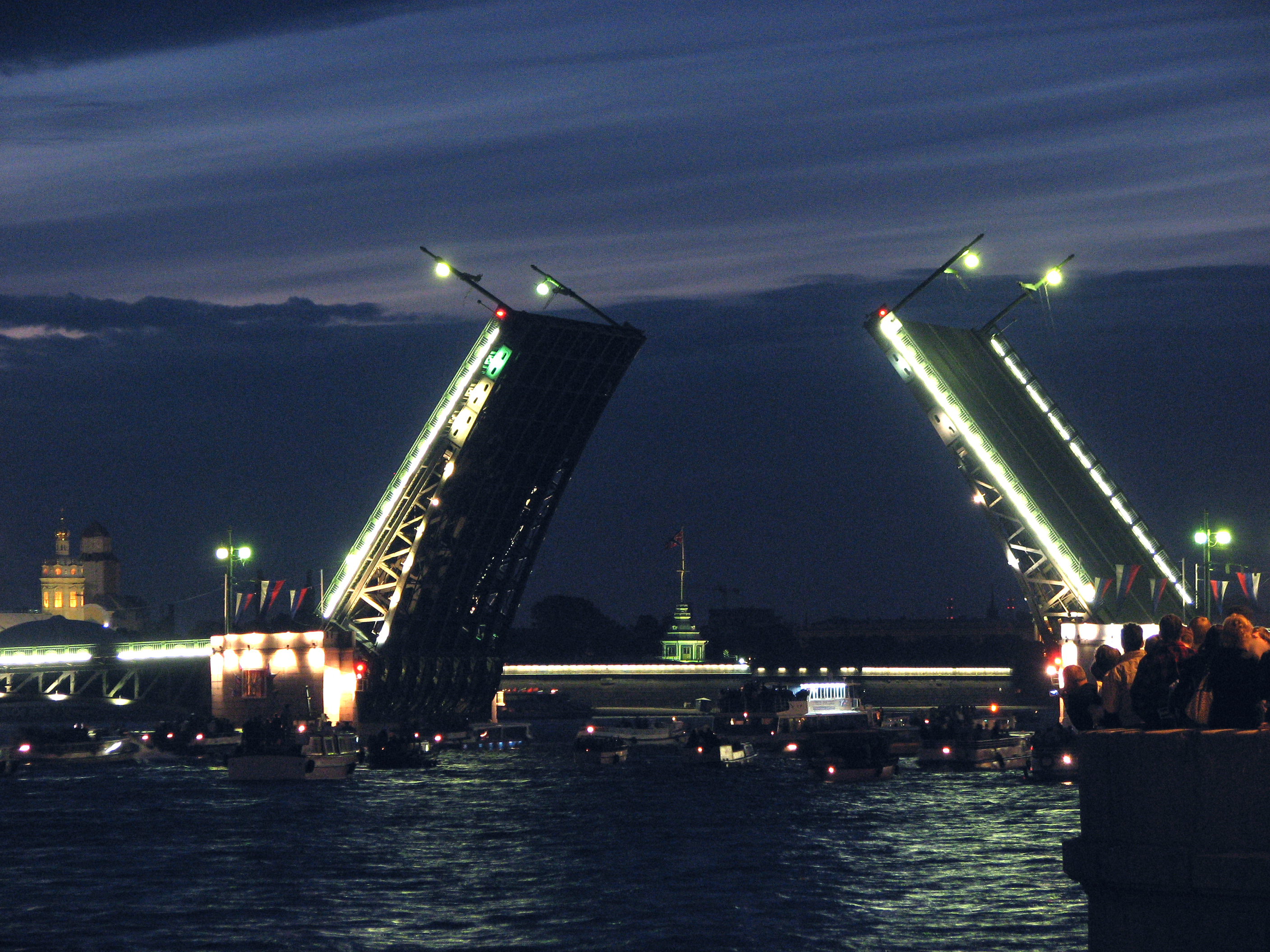
Палацовий міст із нічним підсвітленням
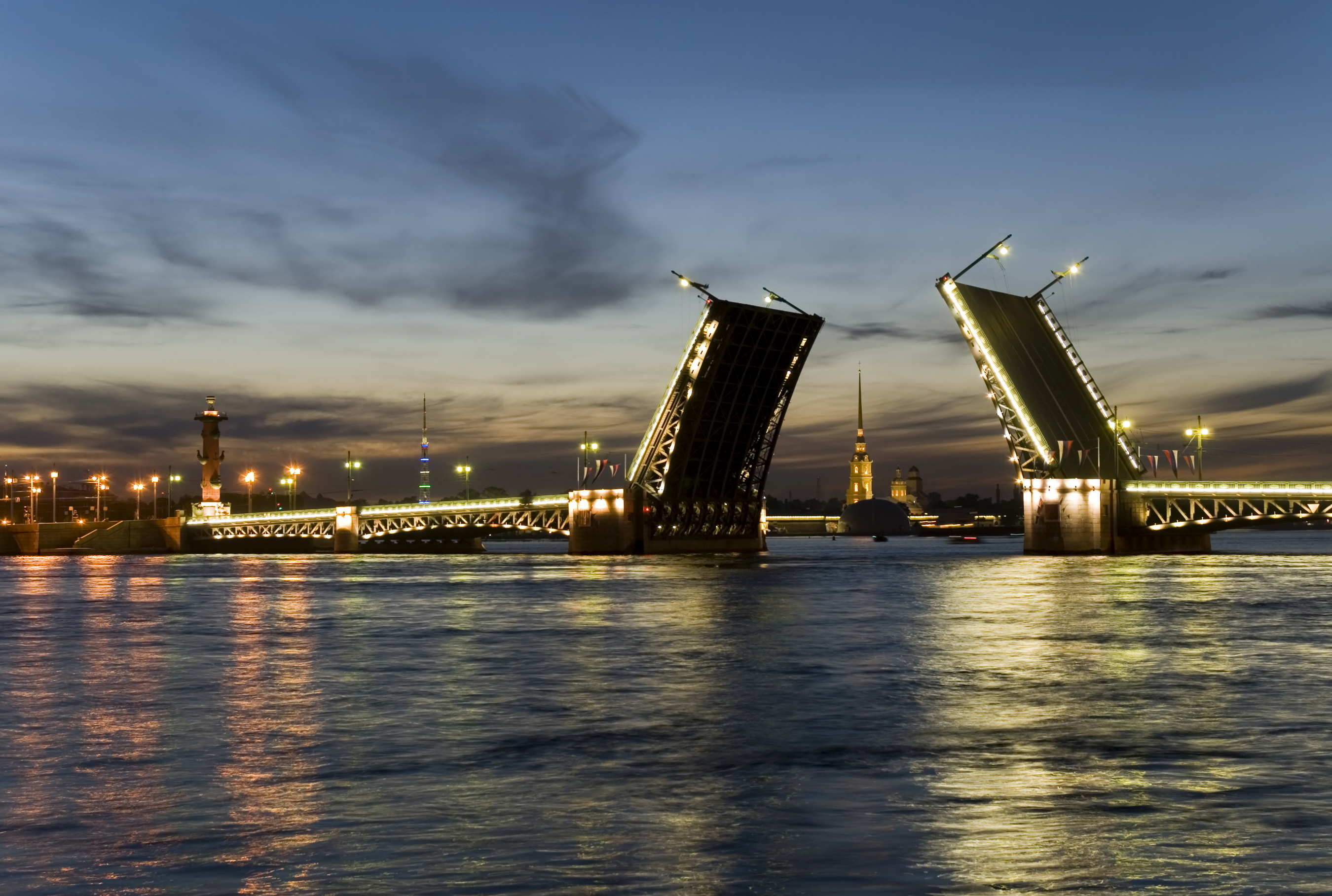
Вид на розведений Палацовий міст, Ростральні колонни та Петропавлівську фортецю